# Marque tridimensionnelle
 (janvier 2013).
La marque tridimensionnelle, constituée d’un signe figuratif à trois dimensions, permet de protéger la forme d’un produit ou son conditionnement ou encore la forme caractérisant un service. Les marques tridimensionnelles sont classées par le législateur dans la catégorie des marques figuratives au même titre que les dessins, étiquettes, cachets, lisières, reliefs, hologrammes, logos, images de synthèse et les dispositions, combinaisons ou nuances de couleurs. La marque tridimensionnelle, à l’instar de toutes les marques, permet à un opérateur économique de distinguer ses produits ou services de ceux de la concurrence.

## Référentiel légal
En France le référentiel légal des marques tridimensionnelles est constitué par l’article L.711-1 du code de la propriété intellectuelle (CPI) qui dispose que : « La marque de fabrique, de commerce ou de service est un signe susceptible de représentation graphique servant à distinguer les produits ou services d’une personne physique et morale. Peuvent notamment constituer un tel signe (.) : Les signes figuratifs tels que : dessins, étiquettes, cachets, lisières, reliefs, hologrammes, logos, images de synthèse ; les formes, notamment celles du produit ou de son conditionnement ou celles caractérisant un service ; les dispositions, combinaisons ou nuances de couleurs. », auquel il convient d’ajouter l’article L.711-2 c) du CPI qui limite la protection des marques tridimensionnelles aux signes qui ne sont pas « constitués exclusivement par la forme imposée par la nature ou la fonction du produit, ou conférant à ce dernier sa valeur substantielle ».
Au niveau communautaire, l’article 4 du règlement (CE) N° 207/2009 du 26 février 2009 sur la marque communautaire dispose que « peuvent constituer des marques communautaires tous signes susceptibles d’une représentation graphique, notamment (.) la forme du produit ou de son conditionnement, à condition que de tels signes soient propres à distinguer les produits ou les services d’une entreprise de ceux d’autres entreprises. »
À l’instar du CPI, l’article 7 i)ii) et iii) du règlement précité refuse les signes constitués exclusivement : i) « par la forme imposée par la nature même du produit », ii) par la forme du produit nécessaire à l’obtention d’un résultat technique », iii) « par la forme qui donne une valeur substantielle au produit ».

## Les conditions d’une protection reconnue
À l’instar des conditions de validité propres à toutes les marques verbales et figuratives, les marques tridimensionnelles doivent remplir les conditions suivantes afin de bénéficier d’une protection au titre du droit des marques.
La marque tridimensionnelle doit non seulement être distinctive c'est-à-dire qu’elle doit être arbitraire par rapport aux produits ou services qu’elle désigne et permettre au consommateur l’identification de son origine commerciale, mais également ne pas être dictée par la nature ou la fonction technique dudit produit et, enfin elle ne doit pas être exclusivement constituée « par la forme qui donne une valeur substantielle au produit » (Art.7 du règlement (CE) 207/2009 du conseil sur la marque communautaire et pour une application récente : décision TUE Bang& OlufsenA/S OHMI-T508/08).
La marque tridimensionnelle doit également être disponible c'est-à-dire qu’elle ne doit pas porter atteinte à des droits antérieurs, notamment des marques identiques ou similaires qui désignent des produits identiques ou similaires, des marques notoirement connues au sens de l’article 4 bis de la Convention d’Union de Paris pour la protection de la propriété industrielle, des droits d’auteurs ou bien encore des droits sur des dessins et modèles industriels.
La marque tridimensionnelle ne doit pas être contraire à l’ordre public et aux bonnes mœurs.
La marque tridimensionnelle ne doit pas être de nature à tromper le public notamment sur la nature, la qualité ou la provenance géographique du produit ou du service.
Une marque tridimensionnelle qui ne répondrait pas à ces conditions et qui serait néanmoins enregistrée sera susceptible d’être annulée après son enregistrement par les instances compétentes.

## Les modalités d’acquisition d’une marque tridimensionnelle
La propriété de la marque tridimensionnelle s’acquiert par l’enregistrement tant au niveau français qu’au niveau communautaire.
Les offices d’enregistrement sont l’Institut national de la propriété industrielle (INPI) pour la marque française et l’Office de l'Union européenne pour la propriété intellectuelle (EUIPO) pour la marque communautaire.

## Maintien en vigueur d’une marque tridimensionnelle
L’enregistrement d’une marque tridimensionnelle française ou communautaire est valable durant dix années. L’enregistrement peut être indéfiniment renouvelé pour des périodes successives de dix ans.

## Territorialité
L’enregistrement d’une marque tridimensionnelle française ne produit ses effets que sur le territoire national tandis qu’une marque tridimensionnelle communautaire est protégée pour l’ensemble du territoire constitué par les pays membres de l’Union européenne.